# Neil Michael Hagerty & the Howling Hex
Neil Michael Hagerty & the Howling Hex es el tercer álbum de estudio de Neil Michael Hagerty. Es el último álbum en ser lanzado bajo el nombre de Hagerty; los siguientes lanzamientos han sido acreditados a The Howling Hex. El álbum fue lanzado el 20 de mayo de 2003 en formato CD y doble LP por Drag City.

## Lista de canciones
Todas las canciones fueron escritas por Hagerty

### Lado uno
1. "Firebase Ripcord" – 3:29
2. "Out of Reach" – 2:27
3. "Watching the Sands" – 2:23
4. "Gray" (Hagerty/Carol Lewis) – 1:56
5. "Rockslide (live)" – 6:04

### Lado dos
1. "Greasy Saint" – 2:07
2. "Fat Street" – 2:52
3. "Clermont Heights" (Tim Barnes/Dan Brown/Hagerty) – 1:05
4. "I'm Your Son" – 3:05
5. "Creature Catcher (live)" – 7:28

### Lado tres
1. "The Brooklyn Battery" – 2:03
2. "Carrier Dog" – 1:54
3. "Witch" (Hagerty/Phil Jenks) – 1:29
4. "I Remember Old John Brown" – 1:24
5. "She Drove a Rusted Sled" (Barnes/Brown/Hagerty) – 2:18
6. "White Sex" – 1:43
7. "Rckslyd Var." – 1:10
8. "Car Commercial" – 4:10

### Lado cuatro
1. "AEP 1" – 1:41
2. "AEP 11" – 2:33
3. "Energy Plan" (Barnes/Brown/Hagerty) – 12:19